# Dinocryptus ferrugineus
Dinocryptus ferrugineus là một loài tò vò trong họ Ichneumonidae.